# Martina Hellmann
Martina Hellmann z domu Opitz (ur. 12 grudnia 1960 w Lipsku) – niemiecka lekkoatletka specjalizująca się w rzucie dyskiem, która w pierwszej części kariery startowała w barwach NRD.
Dwukrotna uczestniczka igrzysk olimpijskich - Seul 1988 (złoty medal, jej wynik z tych zawodów – 72,30 jest aktualnym rekordem olimpijskim) oraz Barcelona 1992 (odpadła w eliminacjach). Dwa razy stawała na najwyższym podium mistrzostw świata - Helsinki 1983 oraz Rzym 1987. W 1986 oraz 1990 zdobywała brąz mistrzostw Europy. Rekord życiowy: 72,92 (20 sierpnia 1987, Poczdam). Rezultat ten jest dziesiątym w historii rzutu dyskiem kobiet.

## Osiągnięcia
| Rok  | Zawody                 | Miasto    | Lokata            |
| ---- | ---------------------- | --------- | ----------------- |
| 1983 | Mistrzostwa świata     | Helsinki  | 1. miejsce        |
| 1983 | Finał A pucharu Europy | Londyn    | 1. miejsce        |
| 1985 | Puchar Świata          | Canberra  | 1. miejsce        |
| 1986 | Mistrzostwa Europy     | Stuttgart | 3. miejsce        |
| 1987 | Mistrzostwa świata     | Rzym      | 1. miejsce        |
| 1988 | Igrzyska olimpijskie   | Seul      | 1. miejsce        |
| 1990 | Mistrzostwa Europy     | Split     | 3. miejsce        |
| 1990 | Finał Grand Prix IAAF  | Ateny     | 2. miejsce        |
| 1991 | Mistrzostwa świata     | Tokio     | 4. miejsce        |
| 1992 | Igrzyska olimpijskie   | Barcelona | el. - 14. miejsce |